# Akkun to Kanojo
Akkun to Kanojo (あっくんとカノジョ lit. Akkun y su novia?) es una serie de manga japonesa de comedia romántica escrita e ilustrada por Waka Kakitsubata. Comenzó su serialización en la revista Monthly Comic Gene de Media Factory desde junio de 2013 hasta junio de 2018. Una adaptación de anime hecha por Yumeta Company fue emitida desde el 6 de abril al 21 de septiembre de 2018. 

## Trama
Se sabe que Atsuhiro "Akkun" Kagari es duro con su novia Non "Nontan" Katagiri, pero está secretamente enamorado de ella, la sigue regularmente y la vigila como un acosador. La serie sigue sus interacciones entre ellos y con sus compañeros de clase. 

## Personajes
Atsuhiro "Akkun" Kagari (荘 敦大 Kagari Atsuhiro?)
 Seiyū: Jun Fukuyama (CD de drama), Tatsuhisa Suzuki (anime)
Él tiene el pelo rubio oscuro. Es un Tsundere, que realmente ama a Nontan. En frente de Nontan, siempre muestra su lado "Tsundere", pero oculta su lado "Dere". Es secretamente bastante intenso en sus sentimientos hacia ella, hasta el punto de parecerse ocasionalmente a un acosador.
Non "Nontan" Katagiri (片桐 のん Katagiri Non?)
 Seiyū: Aoi Yūki(CD de drama), Ayaka Suwa (anime)
La novia de Akkun. Ella tiene el pelo negro, que le llega a los brazos. Es una Deredere, que realmente ama a Akkun. En frente de Akkun, ella siempre muestra su lado "Dere". La personalidad Tsundere de Akkun no le molesta.
Masago Matsuo (松尾 真砂 Matsuo Masago?)
 Seiyū: Nobuhiko Okamoto (CD de drama), Keisuke Ueda (anime)
El mejor amigo de Akkun. Él tiene el pelo azul oscuro. Conoce las personalidades de Tskundere de Akkun y Nontan. Es un otaku que con frecuencia va a la casa de Akkun para jugar juegos de chicas en su televisor.
Chiho Kagari (荘 千穂 Kagari Chiho?)
 Seiyū: Maaya Uchida (drama CD), Arisa Kōri (anime)
La hermana menor de Akkun, actualmente en octavo grado. Al igual que su hermano, tiene el pelo rubio oscuro, que está atado en una cola de caballo que le llega a los brazos. También como su hermano, ella es una Tsundere, pero a diferencia de Akkun, su amor es más amigable que romántico. A diferencia de su hermano, al frente de Nontan, ella siempre muestra el lado "Dere", pero oculta su lado "Tsun". Por otro lado, parece demostrar una creciente atracción romántica hacia Matsuo, y para él constantemente muestra solo su tsun mientras lucha para ocultar su "Dere", aunque esto se vuelve cada vez más difícil de hacer.
Takumi Kubomura (窪村 匠 Kubomura Takumi?)
 Seiyū: Wataru Hatano
Konagi Irie (入江 小凪 Irie Konagi?)
 Seiyū: Hikaru Kayou

## Medios de comunicación

### Manga
Waka Kakitsubata lanzó el manga en la revista Josei de Media Factory, Monthly Comic Gene, en junio de 2013. El manga también se serializó en la revista web basada en Pixiv de Media Factory, Gene Pixiv. Hasta la fecha se han lanzado ocho volúmenes de tankōbon.

#### Volúmenes
| N.º | Fecha de lanzamiento     | ISBN                   |
| --- | ------------------------ | ---------------------- |
| 1   | 27 de febrero de 2014    | ISBN 978-4-04-066289-3 |
| 2   | 27 de septiembre de 2014 | ISBN 978-4-04-066863-5 |
| 3   | 27 de mayo de 2015       | ISBN 978-4-04-067527-5 |
| 4   | 27 de enero de 2016      | ISBN 978-4-04-067890-0 |
| 5   | 27 de agosto de 2016     | ISBN 978-4-04-068516-8 |
| 6   | 27 de marzo de 2017      | ISBN 978-4-04-069101-5 |
| 7   | 27 de noviembre de 2017  | ISBN 978-4-04-069528-0 |
| 8   | 27 de junio de 2018      | ISBN 978-4-04-069908-0 |

### CD de drama
Media Factory lanzó un CD de drama en diciembre de 2016.

### Anime
Se anunció una adaptación de anime a través de una cinta envolvente en el séptimo volumen del manga el 27 de noviembre de 2017. La serie fue dirigida por Shin Katagai y escrita por Yuka Yamada, con animación de Yumeta Company. Los diseños de personajes son proporcionados por Motohiro Taniguchi. La serie se transmitió del 6 de abril al 21 de septiembre de 2018 en AT-X como una serie de formato corto con episodios de 4 minutos. El primer tema de apertura es "Koi no Balloon" (恋のバルーン Love's Balloon?) de Haruna Ōshima. El segundo tema de apertura es "We ☆ Pace!" por Haruna Ōshima feat. Ebisu coffret. Crunchyroll transmitió la serie.
| # | Título                                                                        | Estreno                  |
| --- | ----------------------------------------------------------------------------- | ------------------------ |
| 1 | «La Verdadera Naturaleza del Novio» «Kareshi no Jittai» (彼氏の実態)          | 6 de abril de 2018       |
| Atsuhiro "Akkun" Kagari está locamente enamorado de su novia Non "Nontan" Katagiri. Sin embargo, en lugar de mostrar sus sentimientos, los oculta bajo una máscara tsundere y prefiere almacenar sus fotos y su voz en su teléfono. |                                                                               |                          |
| 2 | «La Novia Acostumbrada» «Tenareta Kanojo» (手慣れた彼女)                      | 13 de abril de 2018      |
| El mejor amigo de Akkun, Masago Matsuo, le pregunta a Nontan si realmente está de acuerdo con un novio que solo le dice palabras crueles, pero Nontan revela que sabe que Akkun no quiere decir lo que dice y cree que la ama. Al día siguiente, Akkun decide caminar a casa con ella y reúne su coraje para abrazarla, aunque la ignora por vergüenza durante tres días después. Una situación similar ocurre después de que la besa, solo que se salta la escuela durante cinco días. |                                                                               |                          |
| 3 | «Número de Masticables» «Soshaku kaisū» (咀嚼回数)                            | 20 de abril de 2018      |
| Akkun le revela a su hermana menor, Chiho Kagari, cómo ha calculado perfectamente los hábitos alimenticios de Nontan, incluida su cantidad promedio de masticables por alimento. Si bien Chiho está absolutamente disgustada con las tendencias acosadoras de su hermano mayor, también está enamorada de Nontan y no duda en mostrar su hospitalidad, aunque también esconde sus propios sentimientos. |                                                                               |                          |
| 4 | «El Comienzo de Todo» «Subete no Hajimari» (全ての始まり)                     | 27 de abril de 2018      |
| Akkun recuerda cómo comenzó a salir con Nontan en la escuela secundaria, donde se dieron sus apodos. Después de lo cual, la madre de Nontan le dio su primera foto de ella, y a partir de ahí comenzó a tomar fotos secretas de Nontan y pegarlas en las paredes y el techo de su habitación. Sin embargo, Nontan no tiene idea de su hábito. |                                                                               |                          |
| 5 | «Bajo el Paraguas Juntos» «Aiaigasa» (相合い傘)                               | 4 de mayo de 2018        |
| Nontan visita la casa de Akkun después de la escuela en un día lluvioso. Miran una película de terror junto con Chiho y Masago, que siempre están jugando simulaciones de citas porque su consola en casa está actualmente rota. Cuando Akkun va a la cocina a buscar un poco de café a Masago, le sigue Nontan, y se da cuenta de que ella conoce la ubicación de los artículos en su casa, para su deleite, ya que los hace parecer como una pareja casada. |                                                                               |                          |
| 6 | «Los Padres» «Ryōshin-tachi» (両親たち)                                       | 11 de mayo de 2018       |
| Akkun va a cenar a casa de Nontan y se encuentra con sus padres Seichiro y Tsugumi por primera vez. La pareja tiene un parecido sorprendente con la dinámica de Akkun y Nontan en su relación. Cuando los padres de Akkun, Keita y Sakurako, llegan para recoger a su hijo, Nontan se da cuenta de cómo Sakurako es similar a su madre, pero Keita es lo opuesto a su padre con su actitud despistada y juvenil. |                                                                               |                          |
| 7 | «Irie-san» «Irie-san» (入江さん)                                              | 18 de mayo de 2018       |
| La maestra de aula Takumi Kubomura está teniendo dificultades para tratar con Konagi Irie, una alegre estudiante que está completamente enamorada de él. Ambos no tienen ni idea: Takumi con los sentimientos de Konagi por él y Konagi con el trabajo de Takumi como maestro que ella cree que es él tratando de pasar tiempo con ella. Cuando escucha a Akkun decir cosas malas a Nontan a pesar de que están saliendo, le pregunta a Akkun sobre sus sentimientos por su novia, que son los de un amor joven de corazón puro. Deseando comprender y educar a sus alumnos, solicita que Akkun le diga cosas malas con la esperanza de ponerse en el lugar de Nontan. |                                                                               |                          |
| 8 | «Su Propia Forma de Estudiar» «Kare-nari no benkyō-hō» (彼なりの勉強法)       | 25 de mayo de 2018       |
| Akkun le aconseja a Nontan que recuerde la información leyendo sus notas en voz alta, donde durante este tiempo graba su voz y usa sus recitaciones para estudiarlo. Después de la prueba, Nontan invita a Akkun a una cita en la playa para las vacaciones de verano. Mientras tanto, Konagi está molesta porque reprobó la prueba a propósito, pero Takumi no le enseñará su clase de maquillaje. |                                                                               |                          |
| 9 | «Matsuo y Chiho» «Matsuo to Chiho» (松尾と千穂)                               | 1 de junio de 2018       |
| Chiho está molesto por cómo Masago ha hecho de la residencia de la familia Kagari su hogar al jugar constantemente a simulacros de citas. Ambos se acercan cuando ella comienza a mostrarle su propio lado tsundere también. |                                                                               |                          |
| 10 | «Tiempo de Playa»                                                             | 8 de junio de 2018       |
| Akkun y compañía aprovechan que es verano para pasar un apacible día en la playa. |                                                                               |                          |
| 11 | «La Noche del Festival» «Matsuri no Yoru» (祭りの夜)                          | 15 de junio de 2018      |
| Todavía es verano, así que Non y Akkun aprovechan para ir una noche al festival de la localidad. |                                                                               |                          |
| 12 | «Martillo de Manzana de Caramelo» «Ringo ame hanmā» (リンゴ飴ハンマー)        | 22 de junio de 2018      |
| La historia todavía sigue en el festival veraniego, donde Akkun y Non van a ver los fuegos artificiales |                                                                               |                          |
| 13 | «Recuerdos» «Omoide hanashi» (おもひで話)                                     | 29 de junio de 2018      |
| Non rememora cómo se conocieron Atsuhiro y ella cuando todavía iban a la primaria. |                                                                               |                          |
| 14 | «Halloween» «Harowin» (ハロウィン)                                            | 6 de julio de 2018       |
| Es Halloween. Atsuhiro y su hermana esperan que llegue esta ansiada fecha de diferente forma. |                                                                               |                          |
| 15 | «Deseos, Apatía y Supremacía» «Ganbō • mu kandō • shikō» (願望・無感動・至高) | 13 de julio de 2018      |
| Chiho aún no es sincera con sus sentimientos. Y si fuera poco, tendrá que experimentar el kabedon. |                                                                               |                          |
| 16 | «Contramedidas de Matsuo» «Matsuo taisaku» (松尾対策)                         | 20 de julio de 2018      |
| 17 | «Fiesta de Pijamas de Akkun» «Akkun no o tomari kai» (あっくんのお泊り会)     | 27 de julio de 2018      |
| 18 | «Navidad» «Kurisumasu ☆» (クリスマス☆)                                        | 3 de agosto de 2018      |
| 19 | «Feliz Año Nuevo» «Kinga shinnen» (謹賀新年)                                  | 10 de agosto de 2018     |
| 20 | «Actividades de Limpieza» «Bika katsudō» (美化活動)                           | 17 de agosto de 2018     |
| 21 | «Palabras Honestas» «Chokkyū no Kotoba» (直球の言葉)                          | 24 de agosto de 2018     |
| 22 | «Línea de Salida» «Sutātorain» (スタートライン)                               | 31 de agosto de 2018     |
| 23 | «Cebolla Verde de Felpa» «Negi ningyō» (ネギ人形)                             | 7 de septiembre de 2018  |
| 24 | «Odio...» «Kirai...» (キライ．．．)                                           | 14 de septiembre de 2018 |
| 25 | «Mi Dulce Tirano» «Akkun to Kanojo» (あっくんとカノジョ)                      | 21 de septiembre de 2018 |

## Recepción
El manga vendió más de 480 mil copias y tiene más de 11 millones de visitas en Pixiv, en noviembre de 2017.